# Yalennis Castillo
Yalennis Castillo, född den 21 maj 1986 i La Melba, Kuba, är en kubansk judoutövare.
Hon tog OS-silver i damernas halv tungvikt i samband med de olympiska judotävlingarna 2008 i Peking.